# Rubus adenoleucus
Rubus adenoleucus är en rosväxtart som beskrevs av Théodore Chaboisseau. Rubus adenoleucus ingår i släktet rubusar, och familjen rosväxter. Utöver nominatformen finns också underarten R. a. integelliformis.